# Justin Roberts
Justin Jason Roberts (Chicago, 29 de dezembro de 1979) é um locutor de wrestling profissional estadunidense. Atualmente trabalha na liga independente House of Hardcore. É conhecido pelo seu trabalho na WWE, trabalhando nos programas Raw, SmackDown, ECW e WWE Superstars e em eventos pay-per-views.

## Carreira
Roberts começou a assistir wrestling profissional após assistir um episódio de Saturday Night's Main Event e conhecer Kerry Von Erich e The Ultimate Warrior em um hotel em Wisconsin. A combinação dos eventos fez de Roberts um fã do esporte. Ele treinou por pouco tempo para tornar-se um árbitro, com o intuito de ficar no mesmo ringue que seu ídolo, Curt Hennig.
Roberts começou a trabalhar como um locutor aos 16 anos, para a promoção independente Pro Wrestling International, e anunciou sua primeira luta em novembro de 1996. Enquanto estudava comunicação na Universidade do Arizona de 1998 a 2002, Roberts trabalhou no circuito independente, como American Wrestling Alliance, All Pro Wrestling e Impact Zone Wrestling. Nessa época, ele também anunciava o Toughman Contest.

### World Wrestling Entertainment / WWE (2002-2014)

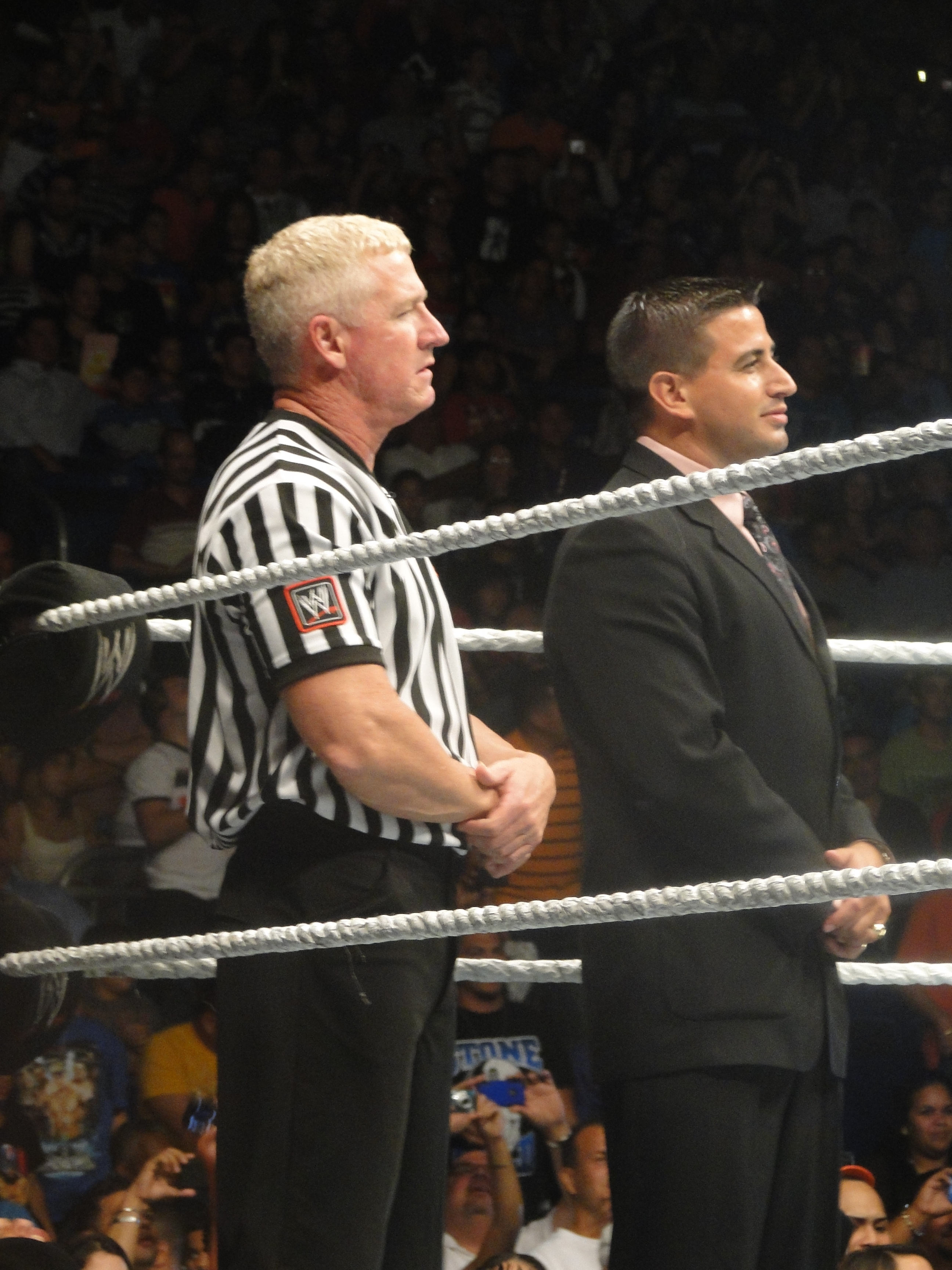
Justin Roberts em um evento ao vivo com o árbitro Scott Armstrong

Em 2002, Roberts foi contratado pela World Wrestling Entertainment como um locutor reserva para o programa SmackDown!, sendo transferido, mais tarde, para o Raw. Ele também trabalhou nos programas Velocity e Heat, enquanto viajava em eventos não televisionados do Raw. Em 2005, ele anunciou parte do Vengeance, incluindo a luta principal. Ele tornou-se o locutor titular do programa ECW até setembro de 2007, antes de ser trocado por Tony Chimel. Além de anunciar no SmackDown e em eventos em pay-per-view, Roberts passaria a anunciar, em 2009, no WWE Superstars.
Em 28 de setembro de 2009, Roberts se tornou o locutor titular do Raw, após a demissão de Lilian Garcia. Em 7 de junho de 2010, Roberts foi atacado pelo grupo The Nexus. Durante o segmento, Roberts foi asfixiado com sua própria gravata por Daniel Bryan, o que levou a demissão de Bryan, por ir contra a classificação etária do programa. No Wrestlemania XXVII, Roberts foi o único locutor de todo o evento, com a exceção do anúncio do Hall da Fama, que foi feito por Howard Finkel.
Em 13 de outubro de 2014, imediatamente após o Raw, a WWE liberou Roberts depois dele optar por não renovar seu contrato. Depois disso, foi relatado que Roberts estaria trabalhando em uma autobiografia.

## Outras mídias
Roberts também é ator e participou de filmes como Stuart Saves His Family, The Guardian e Soul Food, além de Sleepless in Seattle, Blue Chips e Only the Lonely. Ele também apareceu em um episódio de The Jerry Springer Show.